# Juan de Rojas
 (février 2021).
Juan de Rojas y Sarmiento (né à Palencia † en Thrace) est un mathématicien et astronome espagnol du XVIe siècle. Rojas, qui se présente dans ses œuvres plutôt comme un vulgarisateur que comme inventeur, est pourtant l’un des promoteurs de la projection orthographique qu'il appliqua à la construction des astrolabes. 

## Biographie
Juan, fils cadet du marquis Diego de Rojas Poça, courtisan de Charles Quint et Philippe II, était en principe destiné à la prêtrise. Il se consacra d'abord à l’étude des langues et des mathématiques, puis saisit l'occasion d'accompagner en Flandres l'empereur Charles Quint et son fils Philippe. Il est très probable que c'est lors de ce voyage qu'il fréquenta l’université de Louvain pour approfondir ses connaissances en astronomie et en mathématiques : il y suivit les cours de Gemma Frisius, qui devint par la suite son ami. Toujours à Louvain, il fit la connaissance de Hugo Helt avec qui il continuera d'entretenir une correspondance scientifique. De retour en Espagne, il se marie à Valence avec la fille de l'amiral de Castille, María Enríquez.
Les circonstances de son décès restent mystérieuses ; certains témoins rapportent qu'il mourut au cours d'un voyage en Thrace. Sa sépulture se trouve dans le caveau des premiers marquis de Poza au couvent de San Pablo à Palencia.

## Œuvres
Juan de Rojas est l'auteur d'un traité de cartographie novateur, publié à Paris en 1550 sous le titre « Commentariorum in astrolabium, quod planisphærium vocant, libri sex ». Ce traité connut une large diffusion dans les universités européennes de l'époque et quelques années après sa publication, il fut largement commenté en Italie, aux Pays-Bas et en France. Montucla écrit à ce sujet : « Juan de Rojas, qui était castillan, s'est montré grand géomètre avec sa nouvelle carte du monde: il s'agit d’une projection plane de la sphère qui porte son nom, et qui se compare avantageusement à celle de Ptolémée... Il a écrit là un traité fort ingénieux... »
Juan de Rojas a publié une table pour la construction des instruments décrits par Vitruve et analysés mathématiquement par Ptolémée. Il y traite de la projection orthographique connue par l'analème de Vitruve et l’emploie pour construire un cadran solaire.

## Source
- (es) Cet article est partiellement ou en totalité issu de l’article de Wikipédia en espagnol intitulé « Juan de Rojas y Sarmiento » (voir la liste des auteurs).
- Víctor Navarro Brotóns (dir.), The Global and the Local: The History of Science and the Cultural Integration of Europe, Proc. of the 2nd ICESHS, Cracovie, Pologne, 6–9 septembre 2006 (lire en ligne), « Spain and the Low Countries: Aspects of the scientific relationship in the sixteenth century », p. 689
- V. Navarro Brotons (dir.), Diccionario histórico de la ciencia moderna en España, vol. II, Barcelone, Península, 1983, 2 vol., « Juan de Rojas Sarmiento », p. 263–264.
- S.Van den Broek, ―Humanism, Philosophy ant the teaching of Euclid‖, Lias, 25 (1998), p. 43–68.